# Ivo Maček
Ivo Maček, hrvaški pianist, pedagog in akademik, * 24. marec 1914, Sušak, † 26. maj 2002, Zagreb.
Maček je bil profesor na Glasbeni akademiji v Zagrebu in redni član Hrvaške akademije znanosti in umetnosti.